# تهرنبرو (باكينجهامشير)
تهرنبرو (بالإنجليزية: Thornborough, Buckinghamshire)‏ هي أبرشية مدنية تقع في المملكة المتحدة في إنجلترا.  يقدر عدد سكانها بـ 641 نسمة .